# WCW Women's Cruiserweight Championship
El World Championship Wrestling (WCW) Women's Cruiserweight Championship fue un campeonato femenino de lucha libre profesional de la empresa World Championship Wrestling. Fue creado como aventura entre la WCW y GAEA Japan. El peso límite para las mujeres era de 130 libras (59 kg). 
La primera campeona se coronó tras realizarse un torneo que comenzó el 31 de marzo de 1997 en Monday Night Nitro y concluyó el 7 de abril de 1997. Ninguna de las luchas del torneo fue televisada y el campeonato sólo fue utilizado por la GAEA, promoción japonesa afiliada a la WCW. De hecho, el campeonato cambió de manos 2 veces antes de ser abandonado el 1997.

## Lista de campeonas
| Luchador:      | Fecha:                   | Reinados:                                                       | Días | Lugar:                    |
| -------------- | ------------------------ | --------------------------------------------------------------- | ---- | ------------------------- |
| Toshie Uematsu | 7 de abril de 1997       | 1                                                               | 103  | Huntsville, Alabama       |
| Yoshiko Tamura | 19 de julio de 1997      | 1                                                               | 63   | Yokohama, Japón           |
| Sugar Sato     | 20 de septiembre de 1997 | 1                                                               | >1   | Kawasaki, Kanagawa, Japón |
| Abandonado     | N/A                      | Título retirado Después De Que GAHA y WCW Terminaran Relaciones | N/A  | N/A                       |